# مارتین اشتروبل
مارتین اشتروبل (آلمانی: Martin Strobel؛ زادهٔ ۵ ژوئن ۱۹۸۶) بازیکن هندبال اهل آلمان است.
از باشگاه‌هایی که در آن بازی کرده‌است می‌توان به اشاره کرد.